# NGC 7610
NGC 7610 (również NGC 7616, PGC 71087 lub UGC 12511) – galaktyka spiralna z poprzeczką (SBc), znajdująca się w gwiazdozbiorze Pegaza.
Odkrył ją Andrew Common w sierpniu 1880 roku. W tym samym miesiącu prawdopodobnie obserwował ją po raz drugi, a ponieważ obliczone przez niego pozycje z obu obserwacji trochę się różniły, uznał, że są to dwa różne obiekty. John Dreyer w swoim New General Catalogue skatalogował obie obserwacje Commona jako NGC 7610 i NGC 7616.
W galaktyce tej zaobserwowano supernową SN 2013fs.
W niektórych katalogach pod numerem NGC 7616 skatalogowano słabo widoczną galaktykę PGC 71073.